# Juegos de la Mancomunidad de 1994
Los XV Juegos de la Mancomunidad se celebraron en Victoria (Canadá), del 18 al 28 de agosto de 1994, bajo la denominación Victoria 1994.

Participaron un total de 2.669 deportistas representantes de 63 países miembros de la Mancomunidad de Naciones. El total de competiciones fue de 212 repartidas en 12 deportes.

## Medallero
| Núm. | País               | Oro | Plata | Bronce | Total |
| ---- | ------------------ | --- | ----- | ------ | ----- |
| 1    | Australia          | 87  | 52    | 42     | 181   |
| 2    | Canadá             | 40  | 42    | 46     | 128   |
| 3    | Inglaterra         | 30  | 45    | 51     | 126   |
| 4    | Nigeria            | 11  | 13    | 13     | 37    |
| 5    | Kenia              | 7   | 4     | 8      | 19    |
| 6    | India              | 6   | 11    | 7      | 24    |
| 7    | Escocia            | 6   | 3     | 11     | 20    |
| 8    | Nueva Zelanda      | 5   | 16    | 20     | 41    |
| 9    | Gales              | 5   | 8     | 6      | 19    |
| 11   | Nauru              | 3   | 0     | 0      | 3     |
| 12   | Sudáfrica          | 2   | 4     | 5      | 11    |
| 13   | Jamaica            | 2   | 4     | 2      | 8     |
| 14   | Malasia            | 2   | 2     | 2      | 6     |
| 15   | Chipre             | 2   | 1     | 2      | 5     |
| 16   | Sri Lanka          | 1   | 2     | 0      | 3     |
| 17   | Zambia             | 1   | 1     | 2      | 4     |
| 18   | Namibia            | 1   | 0     | 1      | 2     |
| 19   | Zimbabue           | 0   | 3     | 3      | 6     |
| 20   | Papúa Nueva Guinea | 0   | 1     | 0      | 1     |
| 20   | Samoa              | 0   | 1     | 0      | 1     |
| 22   | Hong Kong          | 0   | 0     | 3      | 3     |
| 23   | Pakistán           | 0   | 0     | 3      | 3     |
| 24   | Trinidad y Tobago  | 0   | 0     | 2      | 2     |
| 24   | Uganda             | 0   | 0     | 2      | 2     |
| 26   | Bermudas           | 0   | 0     | 1      | 1     |
| 26   | Botsuana           | 0   | 0     | 1      | 1     |
| 26   | Ghana              | 0   | 0     | 1      | 1     |
| 26   | Guernsey           | 0   | 0     | 1      | 1     |
| 26   | Isla Norfolk       | 0   | 0     | 1      | 1     |
| 26   | Seychelles         | 0   | 0     | 1      | 1     |
| 26   | Tanzania           | 0   | 0     | 1      | 1     |
| 26   | Tonga              | 0   | 0     | 1      | 1     |
|      | TOTAL              | 211 | 213   | 239    | 663   |

| Predecesor: Auckland 1990 | XV Juegos de la Mancomunidad 1994 | Sucesor: Kuala Lumpur 1998 |